# Конрад, Стив
Стивен (Стив) Конрад (англ. Steven Conrad; род. 1968) — американский сценарист, кинопродюсер и режиссёр.
Автор сценария к фильму «Невероятная жизнь Уолтера Митти». Первый сценарий «Я боролся с Эрнестом Хемингуэем» Стивен продал в возрасте 19 лет. Спустя 11 лет он взялся за свой новый проект «Лоуренс Мелм».
Стивен Конрад Написал сценарий к фильму «Невероятная жизнь Уолтера Митти» (2013) с Беном Стиллером в главной роли. Сценарий написан на основе рассказа Джеймса Тербера «Тайная жизнь Уолтера Митти» (1947).